# Weine Gustavsson
Weine Gustavsson, född 1974 är en svensk fridykare med ett flertal svenska rekord i dynamisk apnea. En av de mest tävlingsaktiva svenska fridykarna som representerat Sverige i VM i alla kategorier. Vinnare av vandringspriset delfinerna, för bästa prestation under ett år, fyra gånger 2008, 2010, 2011 och 2012.